# Kenneth Sims
Pour les articles homonymes, voir Sims.
College Football Hall of Fame 2021
(en) Statistiques sur pro-football-reference
Kenneth Wayne Sims, né le 31 octobre 1959 à Kosse (Texas) et mort le 21 mars 2025 à Waynesville (Caroline du Nord), est un joueur américain de football américain occupant le poste d’ailier défensif dans la National Football League pendant huit saisons au cours des années 1980.
Il joue au football américain universitaire pour les Longhorns de l'université du Texas, où il est élu deux fois dans la première équipe All-America.
Sims est le premier choix de la draft 1982 de la NFL et joue professionnellement pour les Patriots de la Nouvelle-Angleterre.

## Biographie

### Jeunesse
Kenneth Sims est né à Kosse au Texas. Il fréquente le lycée Groesbeck à Groesbeck au Texas. Durant son année junior, il délaisse le football américain parce qu'il en a assez de s'entraîner avec une épaule blessée. Il passe son année senior à jouer comme secondeur (linebacker), demi offensif (fullback) et ailier rapproché (tight end), plutôt que comme bloqueur (offensive tackle) afin de moins solliciter son épaule qui le fait souffrir.

### Carrière universitaire
Kenneth Sims fréquente l'université du Texas où il joue pour les Longhorns du Texas. Il passe sa première année (freshman) à apprendre les bases du métier de tackleur.
Durant son année sophomore, il est réserviste derrière Steve McMichael et Bill Acker (en), puis devient titulaire lors de son année junior. Il réalise 131 tackless et est sélectionné dans la première équipe All-America,. En tant que senior, en 1981, Sims devient le premier Longhorn à remporter le trophée Lombardi, est nommé UPI Lineman of the Year de l'année et retrouve l'équipe All-America pour la seconde fois.

### Carrière professionnelle
Kenneth Sims est sélectionné au premier tour (1er choix) de la draft 1982 de la NFL par la Patriots de la Nouvelle-Angleterre.
Avec les Patriots, il dispute 74 matchs en carrière et récolte 17 sacks au cours de ses huit saisons dans la NFL. Sa meilleure année est 1985, quand il réussit 5,5 sacks et joue le Super Bowl XX.

### Mort
Kenneth Wayne Sims meurt le 21 mars 2025 à Waynesville (Caroline du Nord) à l’âge de 65 ans.